# Moenui
Moenui ist eine kleine Siedlung im Marlborough District auf der Südinsel von Neuseeland.

## Geographie
Die Siedlung befindet sich rund 2,5 km östlich von Havelock am Mahakipawa Arm des Pelorus Sound / Te Hoiere, einem der vielen Meeresarme der Marlborough Sounds. Die Siedlung ist über eine Nebenstrecke zwischen Havelock und Picton zu erreichen.
Die Siedlung besteht aus etwa knapp 40 Häuser, wovon die meisten Ferienhäuser sind und sich größtenteils in Ufernähe befinden.

## Bildungswesen
Moenui selbst hat keine Schule, die nächstgelegenen Schulen befinden sich in Havelock und Linkwater, einer kleinen Farmsiedlung rund 6 km östlich von Moenui.